# 航空朝日
航空朝日（こうくうあさひ）は、かつて東京朝日新聞（現在の朝日新聞社）が発行していた航空機に関する雑誌。1940年（昭和15年）11月創刊、1945年（昭和20年）11月廃刊。

## 概要
内容は、当時の航空機全般に関する情報誌。いわゆる航空力学に関する話題や、当時は航空機用エンジンとして一般的だったレシプロエンジンの出力向上に関する話題など、航空機開発に関連する技術や理論に関する解説記事が多く、内容はかなり硬派だった。また、既に日中戦争が始まっているという時節柄もあり、旅客機や貨物機といった民間機だけでなく、戦闘機・爆撃機などの軍用機に関する話題にもかなりのページが割かれ、軍事雑誌としての色彩も強かった。
当時日本と同盟関係にあったドイツやイタリアはもちろん、対立関係にあったアメリカやイギリスなどの話題も豊富だった一方で、日本の軍用機に関しては軍部の検閲が入った関係で、詳細な仕様などが掲載されることはほとんど無く、飛行中の写真（グラビア）こそ豊富だったものの、他は記者の搭乗ルポなどが掲載されるに留まった。
しかし戦況悪化による紙不足などの影響から、後にページ数が減らされ、1945年6月号以降は総ページ数がわずか32ページ、印刷も一色刷りというところまで縮小されてしまう。
1945年8月の第二次世界大戦（太平洋戦争）終結後も発行が続けられたものの、同年11月に連合国軍総司令部（GHQ）から「SCAPIN-301」（いわゆる航空禁止令）が発令され、日本国内における航空関連の技術研究が禁止される。それに伴い本誌も発行継続が困難となり、同月限りで廃刊となった。